# L'attesa (Kaos)
L'attesa (indicato anche come -/-/-/-/-, o anche HH) è il secondo album in studio del rapper italiano Kaos, pubblicato nel 1999 dalla Jackpot Records.

## Descrizione
Presenta 14 brani, le cui basi musicali sono state prodotte per la maggior parte da Chico MD ovvero Deda, che fa ampio uso di sonorità vicine al funk.
Nell'album hanno preso parte vari artisti appartenenti alla scena hip hop italiana, come il sopracitato Deda, Sean e Gopher, ed è inoltre presente un remix di un dissing fatto al rapper J-Ax, Q.V.P (Quando vengo a prenderti), originariamente prodotto da Neffa presente nella colonna sonora del film Torino Boys.

## Tracce
1. Valetoodo – 0:59
2. L'anno del drago – 4:06
3. Tofutronik 3000 – 5:25
4. Cose preziose (variante di Lunenberg) – 4:37
5. Arkham Asylum – 4:26
6. 'Zjust Begun (con Gopher D, Melma & Merda) – 5:03
7. -/-/-/-/- (L'attesa) – 4:55
8. Q.V.P. (Ninety Hate RMX) – 4:40
9. Raggi X (con Melma & Merda) – 4:18
10. H24 – 1:31
11. Punti di vista – 4:14
12. La via del vuoto – 4:21
13. Paura?!?!?! (con Chico MD) – 4:17
14. Oltre la fine – 4:48